# يغي (رقة)
يغي (بالفارسية: یگی) هي مستوطنة تقع في إيران في قسم رقة الريفي. يقدر عدد سكانها بـ 180 نسمة .